# Arado Ar 77
L'Arado Ar 77 est un avion bimoteur allemand d'entraînement avancé de l'Entre-deux guerres.
Monoplan bimoteur de construction mixte caractérisé par la position très basse des moteurs Argus As 10C par rapport à la référence de l’aile, cet appareil conçu en 1934 répondait à un programme d’avion d’entraînement avancé destiné à la formation des pilotes de multimoteurs, mais aussi à celle des bombardiers et navigateurs ou à l’entraînement au vol aux instruments. Un élève et un instructeur prenaient donc place à l’avant, 4 autres élèves (opérateurs radio ou navigateurs par exemple) pouvant prendre place dans le fuselage. Deux prototypes furent construits, mais la Luftwaffe reprochait à cet appareil son train fixe caréné et lui préféra le Focke-Wulf Fw 58 Weihe.

## Référence
- (en) Michael John Haddrick Taylor, Bill Gunston et al. (préf. John W.R. Taylor), Jane's encyclopedia of aviation, Londres, Studio Editions, 1989, 948 p. (ISBN 978-1-85170-324-1, OCLC 28177024)